# Dominik Gembický
Dominik Gembický (* 26. červenec 1999, Česko) je český fotbalový útočník, hráč klubu FC Slovan Liberec.

## Klubová kariéra

### Mládežnické roky
Gembický je odchovancem Liberce.

### FC Slovan Liberec
Premiéru v dresu prvního týmu si odbyl v srpnu 2019 v utkání MOL Cupu proti Mariánským Lázním. V uvedeném ročníku pak nastoupil i do dvou prvoligových utkání, ve kterých branku nevstřelil. Nastupoval především za třetiligovou rezervu, za kterou v 15 ligových zápasech vstřelil 2 branky.
V sezóně 2020/21 nenastoupil k 5. březnu 2021 k žádnému ligovému zápasu, pouze v listopadu 2020 byl připraven na lavičce náhradníků v utkání proti Teplicím. Za rezervní tým odehrál 4 zápasy, branku nevstřelil.

## Klubové statistiky
- aktuální k 5. březen 2021

| Tým                 | Sezona            | Liga   | Liga   | Pohár  | Pohár  | Evropské poháry | Evropské poháry |
| Tým                 | Sezona            | Zápasy | Branky | Zápasy | Branky | Zápasy          | Branky          |
| ------------------- | ----------------- | ------ | ------ | ------ | ------ | --------------- | --------------- |
| FC Slovan Liberec B | 2019/20 (3. liga) | 15     | 2      | -      | -      | -               | -               |
| FC Slovan Liberec B | 2020/21 (3. liga) | 4      | 0      | -      | -      | -               | -               |
| FC Slovan Liberec   | 2019/20           | 2      | 0      | 1      | 0      | -               | -               |
| Celkem              | Celkem            | 21     | 2      | 1      | 0      | 0               | 0               |